# Хащеватский, Моисей Израилевич
Моисей Израилевич Хащеватский (Хащевацкий, идиш משה כאשטשעוואצקי‎; 30 января 1897, с. Буки близ м. Жашков, Киевская губерния, Российская империя — 8 октября 1943, Белорусская ССР) — еврейский советский поэт, драматург, переводчик, литературный критик. Писал на идише.

## Биография
Традиционное начальное образование получил в хедере и в талмуд-тора. В 1916 г. окончил коммерческое училище в Умани. Поступил учиться в Екатеринбургский университет. В 1917 г. переехал в Петроград, где продолжил учёбу в университете, но в 1918 г. вернулся на Украину. Работал библиотекарем. В 1921 г. переехал в Киев.
В 1943 г. в Самарканде был призван в Красную армию. Погиб в том же году. Похоронен вблизи деревни Зайцево (Витебский район, Витебская область, Белорусская ССР).

## Творчество
Первое стихотворение опубликовал в 1918 г. в киевской еврейской газете «Ди найе цайт». Регулярно публиковал стихотворения, баллады, поэмы в еврейских периодических изданиях Киева, Харькова, Москвы, Минска. В 1922 г. вышла первая книга стихотворений Хащеватского «Доршт» («Жажда»), в 1924 г. в Москве — сборник «Харте вор» («Суровая правда»). В следующих книгах стихотворений — «Рапортн» («Рапорты», Харьков, 1931), «Лецте шлахт» («Последний бой», М., 1932), «Хант бай хант» («Рука об руку», Харьков, 1935) — перешёл преимущественно на общественно-политические темы. В отличие от признанных в качестве образцов советской еврейской литературы поэм П. Маркиша и И. Фефера, творчество Хащеватского лишено пафоса, тяготеет к реалиям жизни без романтического напряжения и героической позы.
В 1930 г. в Москве издал первый сборник произведений для детей «Майселех ун лидер» («Сказки и стихи»), в 1935 г. — сборник стихотворений «Унзер лагер» («Наш лагерь», М.), в 1936 г. — поэма «А майсе вегн а патлатн ят ун зайн хелдишн тат» («История о лохматом мальчике и его подвиге», М.).
В 1930-е гг. обратился к драматургии: написал пьесы «Тайге» («Тайга», 1936), «Ин камф» («В борьбе», 1937; совместно с М. Пинчевским), «Халоймес» («Мечты», 1939; пьеса о Шолом-Алейхеме).
Перевёл на идиш произведения Т. Шевченко, Г. Гейне, поэмы и стихи Дж. Байрона и Шота Руставели; при работе пользовался русскими переводами. В Вильно в 1926 г. вышел том избранных произведений М. Ю. Лермонтова в переводе Хащеватского.
Автор литературоведческих работ: «Ленин ин дер кинстлеришн литератур» («Ленин в художественной литературе»; совместно с И. Фефером, Харьков, 1934), «Ошер Шварцман» (Киев, 1939), «Идише фолкслидер» («Еврейские народные песни», совместно с Дер Нистером, Одесса, 1940), книги очерков «А райзе кейн Биробиджан» («Путешествие в Биробиджан», Киев, 1937).
Последние книги Хащеватского — поэма «Хаим Дискин» и сборник стихотворений «Фун амол ун хайнт» («Прежде и теперь») — вышли в год его гибели.